# Неос-Космос
37°04′ пн. ш. 22°26′ сх. д. / 37.067° пн. ш. 22.433° сх. д.
Неос-Космос (грец. Νέος Κόσμος) — район Афін поблизу історичного центру. Межує із районами Афін Кукакі, Паґраті та муніципалітетами Неа-Смірні і Дафні.
В античну добу на території сучасного Неос Космос діяла одна зі шкіл Кіносаргу.
Район обслуговують дві станції Афінського метрополітену: «Неос-Космос» та «Сінґру-Фікс».
У Нео-Космос базується видавництво однієї з наймасовіших газет Греції «Елефтеротіпія».

## Галерея

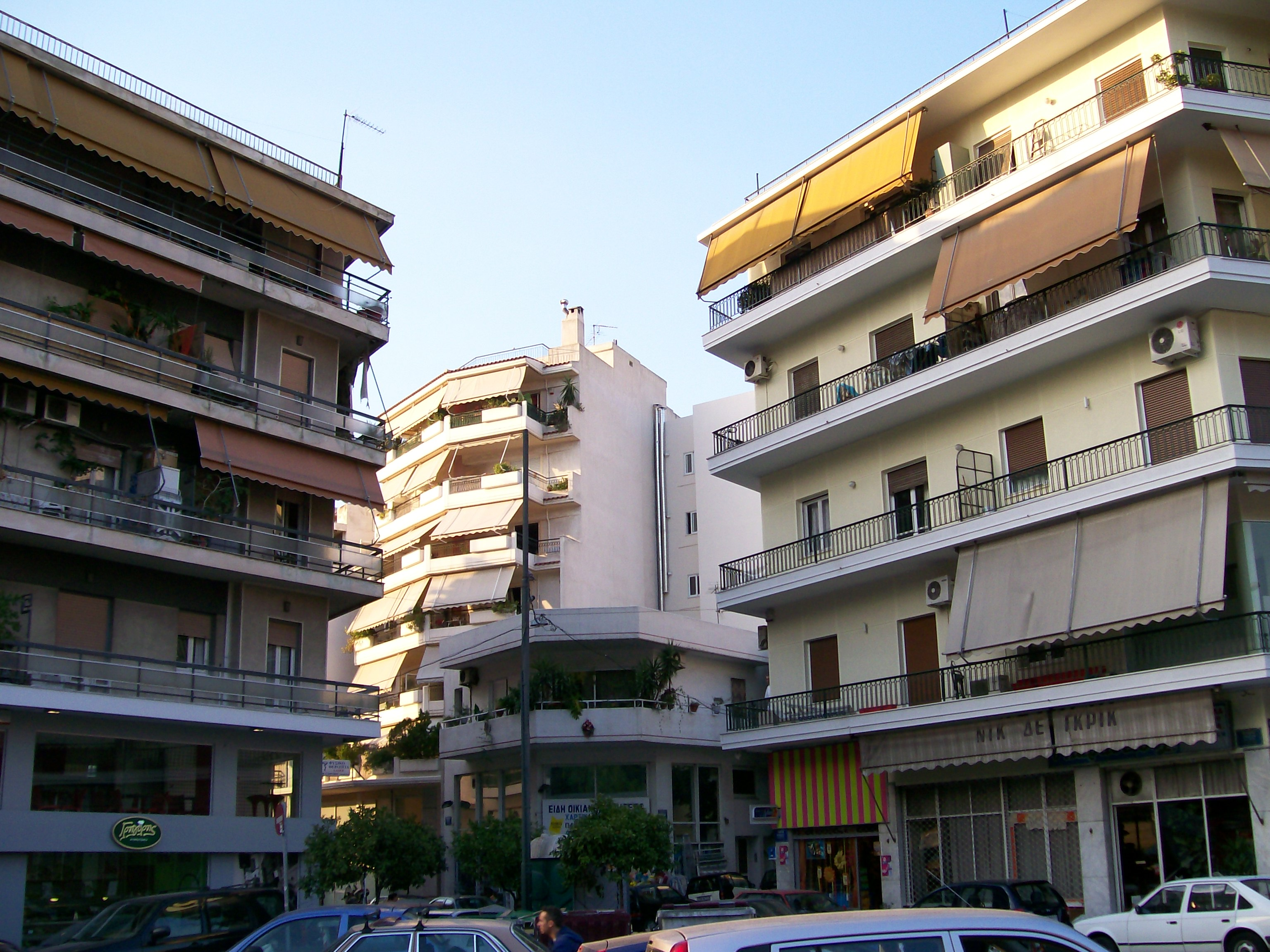
Типові житлові будинки у Неос-Космос
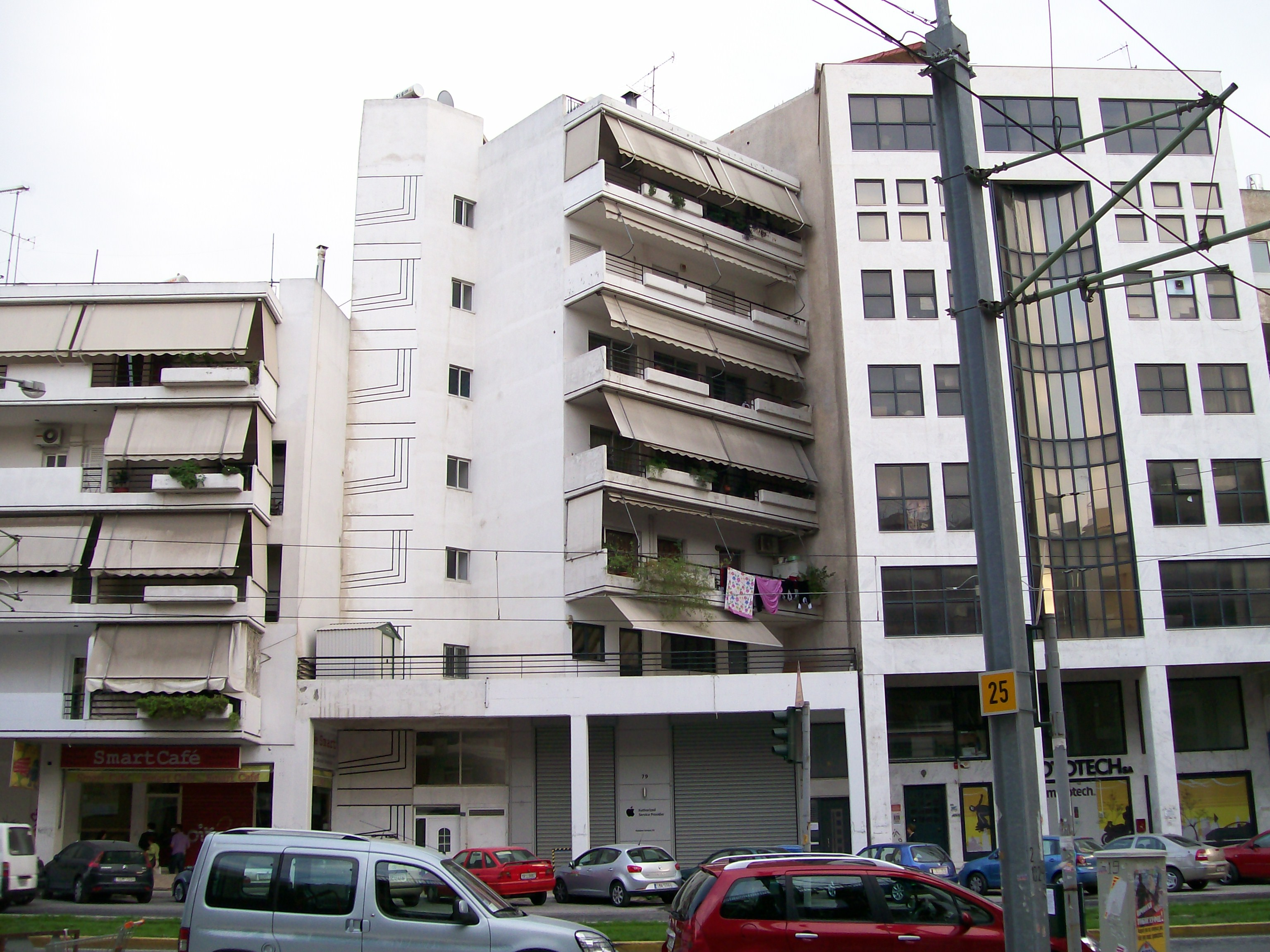
Одна з вулиць району
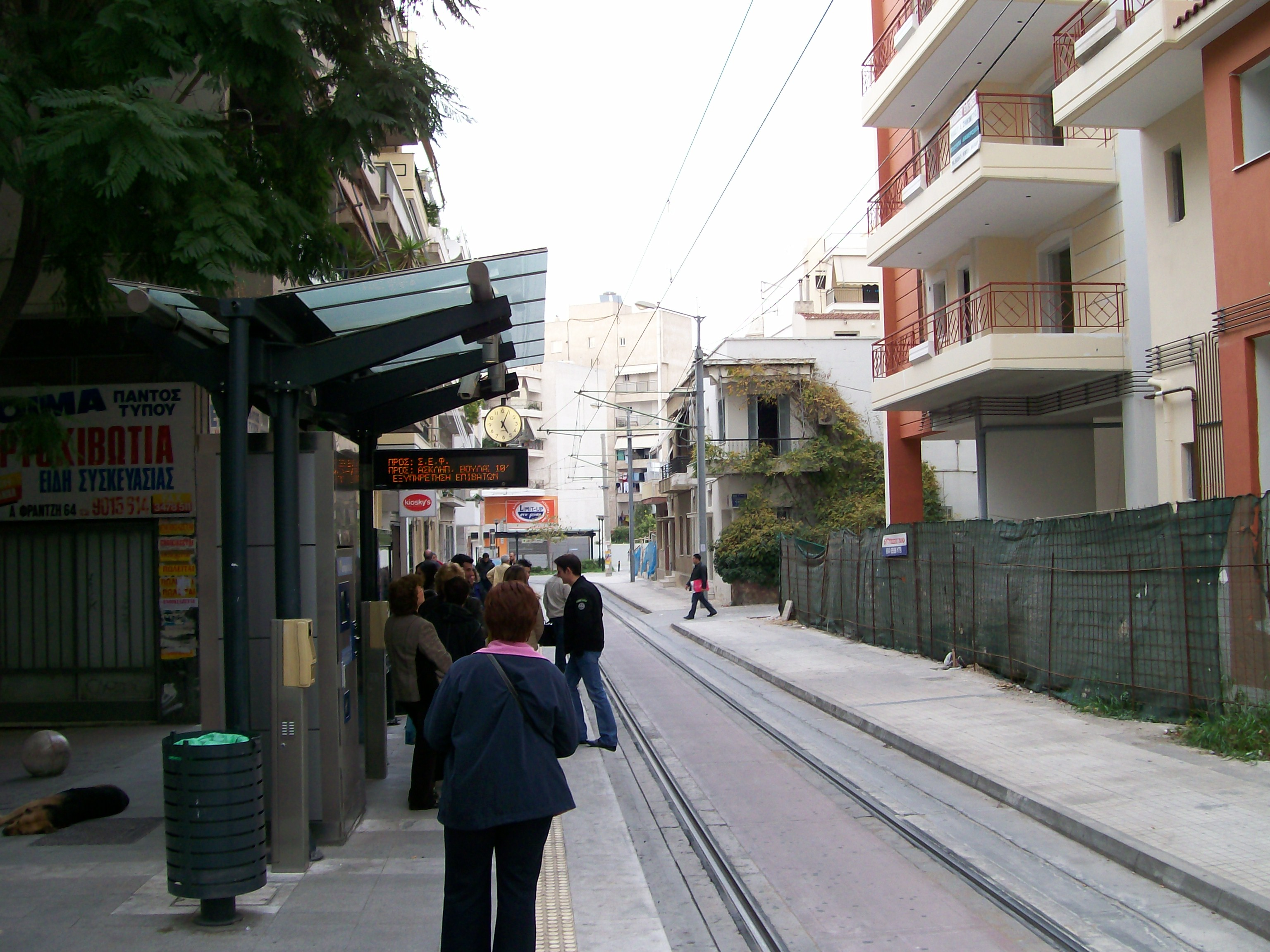
Трамвайна зупинка